# I Want You (versión de Madonna y Massive Attack)
«I Want You» es una canción compuesta en 1976 por Leon Ware y Arthur «T-Boy» Ross e interpretada originalmente por el cantante estadounidense Marvin Gaye. Considerado un «clásico» y uno de los sencillos más populares de Gaye, ha sido homenajeado y versionado por múltiples artistas, entre los que destacan la cantante estadounidense Madonna y la banda británica Massive Attack, quienes la grabaron para el álbum tributo Inner City Blues: The Music of Marvin Gaye, publicado en octubre de 1995 por Motown Records. Dicha discográfica había solicitado a los integrantes de Massive Attack que versionaran una canción del catálogo de Gaye para incluirla en el disco con la colaboración de la cantante Chaka Khan. Sin embargo, la participación de esta última quedó descartada y, si bien habían considerado como segunda opción a Aaron Neville, fue el productor Nellee Hooper —que había trabajado con la banda previamente— quien finalmente sugirió que Madonna fuera la vocalista principal del tema.
Tras aceptar la propuesta, Madonna grabó la canción en los estudios The Hit Factory en Nueva York y luego Hooper y el vocalista del grupo Robert Del Naja se trasladaron a Wild Bunch Studio (Bristol) para continuar con la mezcla. Impresionada por el resultado final, la cantante decidió incluirla como la primera pista de Something to Remember, un recopilatorio publicado en noviembre de 1995 que contenía las baladas más importantes de su carrera. También se grabó una versión orquestal del tema que se redujo únicamente a la voz de la cantante y el sonido de las cuerdas. A diferencia del clásico soul de Gaye, la versión de Madonna y Massive Attack pertenece al género trip hop y se destaca por la voz «inquietante» de la artista y la presencia de un arreglo de cuerdas a cargo de Craig Armstrong. La letra trata sobre el deseo y se considera una oda al amor no correspondido.
En un principio, se tenía pensado que «I Want You» fuese publicado como el sencillo principal del recopilatorio Something to Remember. De hecho, varias estaciones de radio de Europa y los Estados Unidos habían empezado a transmitir la canción e incluso se filmó un videoclip, aunado a que los DJ Junior Vasquez y Warren Rigg habían producido remezclas que iban a añadirse en un vinilo de 12" promocional. Sin embargo, el lanzamiento debió cancelarse a último momento debido a disputas contractuales entre Motown y la discográfica de Madonna Maverick Records. Por este motivo, las remezclas posteriormente aparecieron en copias piratas y los vinilos originales que ya se habían fabricado se subastaron con regularidad. Por otro lado, ni la banda ni la cantante han interpretado la canción en vivo.
En términos generales, la versión obtuvo reseñas favorables de críticos y periodistas musicales, quienes elogiaron la voz de Madonna y la producción, especialmente el arreglo de cuerdas, así como la colaboración entre ambos artistas. Asimismo, ha sido considerada una de las canciones más infravaloradas de la cantante. Bajo la dirección de Earle Sebastian, el videoclip se filmó completamente en blanco y negro a principios de agosto de 1995 en Nueva York. Está inspirado y rinde homenaje al relato corto A Telephone Call de la dramaturga y novelista estadounidense Dorothy Parker. La trama se desarrolla en una habitación de hotel de los años 1960 y el personaje de Madonna espera impacientemente una llamada telefónica. En 2003, la revista Slant Magazine lo clasificó en el 55.º puesto de los cien mejores vídeos de todos los tiempos. Dado que la canción no pudo publicarse como sencillo, «I Want You» pasó a ser uno de los videoclips menos conocidos del repertorio de la cantante, así como el único caso en su carrera —en ese momento— en el que una de sus canciones no publicadas como sencillo tuvo un vídeo musical.

## Antecedentes

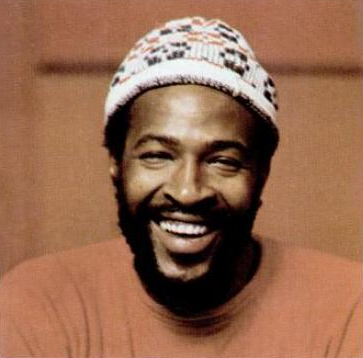
En la imagen, Marvin Gaye, intérprete original de «I Want You». En octubre de 1995, Motown publicó el álbum tributo Inner City Blues: The Music of Marvin Gaye, que contó con la participación de artistas de diferentes géneros musicales

«I Want You» es una canción compuesta por el cantante y productor estadounidense Leon Ware, considerado uno de los artistas «menos reconocidos» de la compañía Motown durante las décadas de 1960 y 1970, y por Arthur «T-Boy» Ross, hermano menor de la cantante Diana Ross. Originalmente grabada para uno de los discos en solitario de Ware, finalmente el presidente de la compañía Berry Gordy decidió que Marvin Gaye era una mejor elección, por lo que su interpretación se incluyó en el álbum homónimo de Gaye, publicado en marzo de 1976. Editada como sencillo ese mismo año, encabezó el conteo Hot Selling Soul Singles de los Estados Unidos y alcanzó el decimoquinto lugar en el principal Billboard Hot 100, además de haber estado entre los diez primeros en la lista Disco Singles Chart. Desde entonces, se convirtió en un «clásico» y uno de los sencillos más populares de Gaye. Sumado a ello, ha sido versionada, homenajeada y utilizada como sample por múltiples artistas, entre los que destacan Herb Alpert, Gato Barbieri, Robert Palmer, Michael McDonald, Madonna, Ice Cube, Three 6 Mafia, Alicia Keys, Too $hort, Mary J. Blige, Robin Thicke, Pet Shop Boys e incluso Diana Ross en su álbum I Love You (2006).
En abril de 1995, Motown anunció la producción de Inner City Blues: The Music of Marvin Gaye, un álbum tributo que contó con la participación de productores como Jimmy Jam y Terry Lewis, Nellee Hooper y Keith Crouch, así como artistas de diferentes géneros musicales como Bono de U2, Neneh Cherry, Digable Planets, Rosie Gaines, Nona Gaye, Sounds of Blackness, el rapero Speech de Arrested Development, Lisa Stansfield y Stevie Wonder. Ese mismo mes, la revista reportó que la banda británica de trip hop Massive Attack había grabado una versión de «I Want You» y que se incorporaría en el disco. El material, publicado el 17 de octubre de ese año, incluyó canciones de artistas y productores que compartieron un «intenso respeto por Gaye» y su obra artística, que abordaba los problemas sociales y «cuestiones del corazón». Inner City Blues estuvo acompañado de un documental del mismo nombre de noventa minutos de duración; producido y dirigido por Earle Sebastian, el especial se estrenó en la cadena MTV dos días después del lanzamiento del álbum, el 19, y ofrecía una retrospectiva de la vida y carrera de Gaye, así como entrevistas con colegas del artista.

## Desarrollo
El sello discográfico Motown, que fue el encargado de reunir a los artistas para el material, se había puesto en contacto con los integrantes de Massive Attack varios meses antes del lanzamiento del álbum; les solicitó que versionaran una canción de Gaye y, además, les sugirió que fuese una colaboración con la cantante de R&B estadounidense Chaka Khan. La banda aceptó la propuesta dado que eran fanáticos de Gaye y admiradores de su trabajo. Si bien grabaron una pista de acompañamiento en Bristol para incluir su voz, Khan nunca se presentó a las sesiones de grabación, por lo que su participación quedó descartada. En una entrevista con Craig McLean para la revista The Face, el vocalista Robert «3D» Del Naja comentó que se había contactado con Khan y lo había «despreciado totalmente»: «Enviamos alrededor de ocho cintas a todo el mundo y ella estaba muy enfadada. Fue muy grosera. Pensamos, al diablo con esto. No creía en nosotros, pensaba que éramos unos idiotas». Grant «Daddy G» Marshall, otro de los miembros del trío, concordó con el comentario de Del Naja y añadió que la cantante pensaba que «éramos un grupo de tontos de Bristol».
La banda sugirió a Aaron Neville, otro intérprete de R&B estadounidense, y grabaron una nueva maqueta; sin embargo, prescindieron de tal idea debido a cuestiones legales. Aunque lo consideró un «cantante y artista brillante», Del Naja declaró que concretar una colaboración con él se sintió «como si estuviera ocurriendo un crimen corporativo estadounidense». Ante el apuro por conseguir un artista colaborador, fue entonces cuando Nellee Hooper —amigo del grupo que produjo sus discos anteriores— propuso a Madonna como vocalista. Hooper estaba trabajando con la cantante en Bedtime Stories (1994), su último material discográfico en ese momento, cuando surgió la idea, por lo que la banda pudo conocerla durante la producción de dicho álbum ese año. Madonna estuvo de acuerdo en interpretar la canción, de modo que primero le enviaron la música y luego Hooper pudo oficializar una reunión entre ella y los integrantes para la grabación del tema, que Madonna siempre había admirado. La colaboración con la cantante supuso menos burocracia y «menos comportamiento de prima donna» que las anteriores opciones.

## Grabación

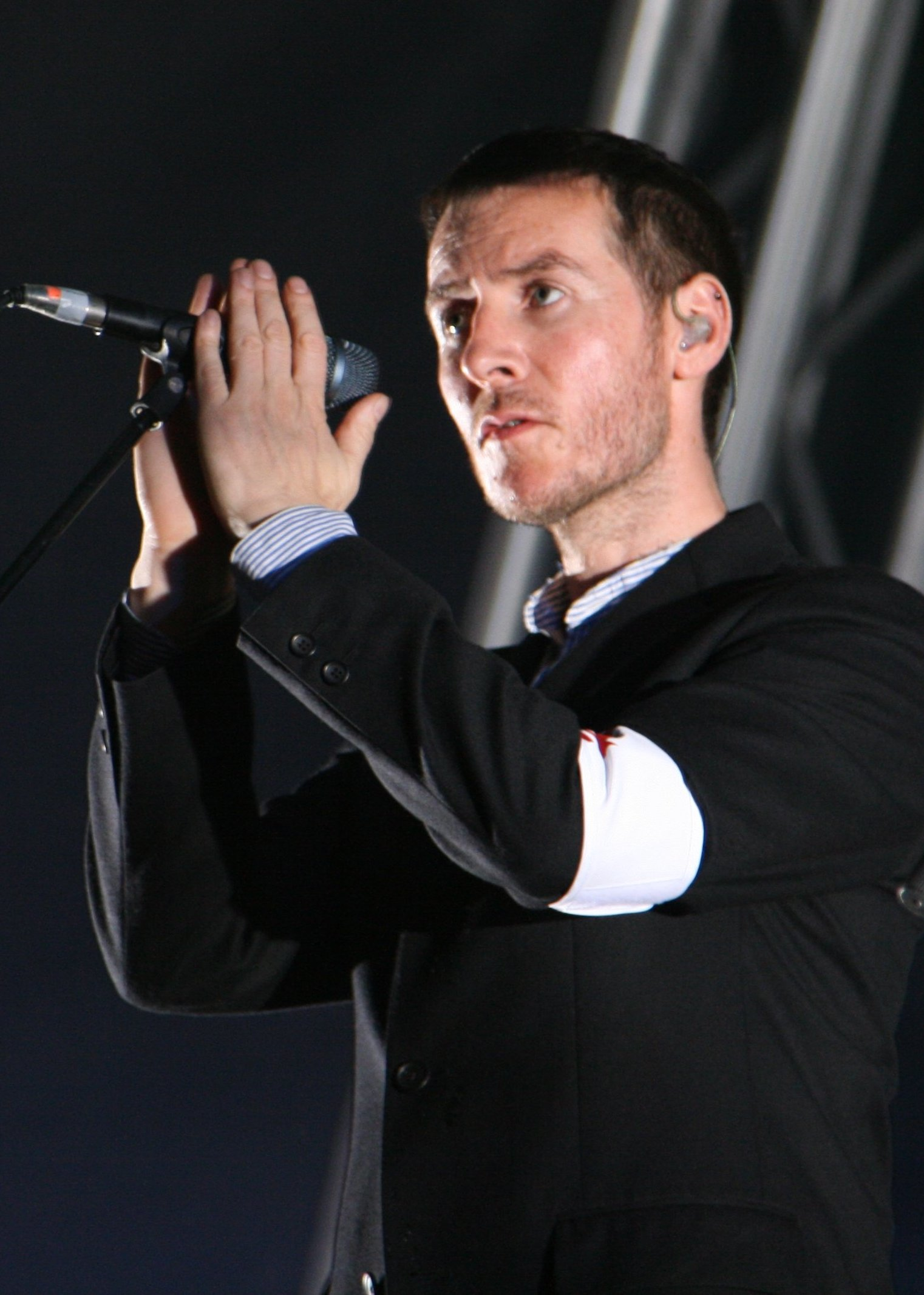
El vocalista de la banda Robert Del Naja estuvo presente en la grabación de «I Want You» y elogió la interpretación de Madonna

Ni Andrew «Mushroom» Vowles ni Grant «Daddy G» Marshall —los otros integrantes de la agrupación— pudieron estar presentes durante las sesiones; Mushroom declaró que no había sido necesario que todos acudieran a la grabación dado que la música ya estaba terminada y Madonna solo cantó el tema sobre la pista. Únicamente Del Naja y Hooper se reunieron con la cantante en Nueva York por un período de dos días; ella grabó la voz en The Hit Factory (Nueva York) y posteriormente los dos primeros se trasladaron a los estudios Wild Bunch en Bristol para continuar con la mezcla. El grupo participó en los coros, Hooper se encargó de la producción y Mark «Spike» Stent realizó la ingeniería. Craig Armstrong, que había colaborado previamente con Hooper y Massive Attack en el disco Protection (1993), fue el responsable del arreglo de cuerdas, tarea que a Madonna «realmente gustó». Por su parte, Marius De Vries, quien trabajó con la artista en Bedtime Stories y posteriormente en Ray of Light (1998), estuvo a cargo de la programación y los teclados. Impresionada por el resultado final, Madonna decidió incluirla como la primera pista de Something to Remember, un recopilatorio que contenía las baladas más importantes de su carrera desde 1984 hasta 1995. Además, fue una de las tres canciones nuevas que se incorporaron a dicho recopilatorio junto con «You'll See» y «One More Chance», estas dos últimas compuestas junto con el productor canadiense David Foster. También se grabó una versión orquestal de «I Want You» que, en este caso, se redujo únicamente a la voz de la cantante y el sonido de las cuerdas, y figuró como el último tema de Something to Remember.
| Fue bastante sorprendente para mí porque solo soy un chico de Bristol. Ella estaba cantando en mi oído mientras tocábamos la música, dándome su versión de la canción. Realmente no estaba prestando mucha atención, solo pensaba en lo loco que era esto. [Madonna] es un icono tal que te lleva un tiempo adaptarte. Cuando ella estaba en la sala de grabación, fue increíble. Hicimos algunas tomas solo para asegurarnos, pero cantó tan bien que podríamos haberlo hecho en una sola toma. Así de hermoso fue. —Del Naja sobre la grabación de «I Want You» con Madonna. |

Del Naja resaltó que Madonna había estado «fantástica» y «muy profesional» y elogió su interpretación «con pasión». Además, reiteró que no hubo efectos especiales ni «trucos» en la voz de la artista: «Cantó con mucha pasión y alma. Eso es lo que hizo que la canción funcionara, porque de cualquier otra manera habría sido un desastre. La gente estaba bastante escéptica, pero nosotros decíamos "¡No! Va a funcionar"». Para el vocalista, la mejor parte de la grabación fue que Madonna siempre estuvo comprometida en el trabajo y «sabía lo que quería», pero al mismo tiempo «quería explorar algo nuevo, de lo contrario no habría tenido sentido involucrarnos». En diálogo con The Face, concluyó: «Estuvo jodidamente asombrosa. Lo tenía resuelto, podías notar que conocía la canción, realmente había trabajado duro en ella. Jodidamente bien».
Luego de la colaboración de «I Want You», «Mushroom» Vowles había compuesto la canción «Teardrop» —incluida en el tercer álbum de estudio de la banda, Mezzanine (1998)— con la intención de que Madonna fuese la vocalista, pero Del Danja y Marshall se opusieron y en su lugar eligieron a Elizabeth Fraser, líder de la agrupación escocesa Cocteau Twins, lo que agravó la tensión dentro de la banda en ese momento. Dicha decisión, además de otras continuas disputas creativas, fue una de las razones por las que Vowles abandonó el trío tras el lanzamiento de Mezzanine.

## Composición
A diferencia del «clásico» soul de Marvin Gaye, la versión de Madonna y Massive Attack de «I Want You» pertenece al género trip hop, que estaba en pleno auge internacional en aquella época. El escritor Marc Andrews, en el libro Madonna: Song by Song (2022), la describió como una balada «vanguardista», mientras que Timothy White le pareció una versión funky de ritmo «melancólico». Para Steve Morse de The Boston Globe, se trató de un tema de estilo hip hop industrial con sonidos «metálicos». Por su parte, un editor del Sun Sentinel lo comparó con «Justify My Love» (1990), otro sencillo de la cantante. La base de la pista es simple, «pero brillantemente emocional»; en este sentido, en lugar de emplear «cualquier electrónica abrumadora», Massive Attack se centra en la «intimidad» entre la voz «inquietante» de Madonna y los arreglos de cuerda. Según la partitura publicada en Musicnotes por EMI Music Publishing, se establece en un compás de 4/4 con un tempo lento de 76 pulsaciones por minuto. Está compuesta en la tonalidad de mi mayor y el registro vocal de Madonna se extiende desde las notas mi3 a si4. La introducción sigue una progresión armónica de do sostenido menor y luego inicia con el estribillo I want you the right way / I want you / But I want you to want me too / I want you to want me, baby, just like I want you («Te deseo de la manera correcta / Te deseo, pero quiero que también me desees / Quiero que me desees, cariño, tal como yo te deseo a ti»).
Descrita como «sencilla, pero reveladoramente romántica», la letra trata sobre el deseo, en el que un amante ya no desea a la protagonista, quien «está decidida a hacerle cambiar de opinión». El subtexto de la canción es la frase I want you to want me («quiero que me desees»), lo cual se refleja en los versos I want you the right away / I want you / But I want you to want me. Madonna también recita las líneas To share is precious / Don't play with something you should cherish for life («Compartir es precioso / No juegues con algo que deberías apreciar de por vida»). La letra, además, expresa que el amor no correspondido es una fantasía. Según Bradley Stern de MuuMuse, es una oda al amor no correspondido en la que se destaca una interpretación «sombría y sensual» de Madonna. Brian Boone de Popdose lo describió como un «melodrama escueto y dolorido sobre el anhelo romántico y sexual». Para Andrea Sierra de L'Officiel México, la canción «encarna la depresión hipnótica, lenta y prolongada y la desesperación del dolor interno por un amor no correspondido; perfectamente podría considerarse el epítome de ello».
La canción, que abre el álbum Something to Remember, inicia con una introducción larga en la que se destaca una batería de hip hop que enfatiza «excepcionalmente» el sonido del bajo y una figura de cuerdas en semitono. Madonna interpreta el tema de manera lenta y lánguida, con su voz al frente de la mezcla, aunque no hay mucha melodía del cual «aferrarse», dado que su canto se respalda por algunos pasajes hablados en voz baja, que vuelven a aparecer en el puente. El segundo estribillo llega con un «remolino» de arpa y se repite el loop de batería, completo con un «extraño» pitido encima, similar al mismo efecto que emplea un teléfono que suena «cuando estás ocupado a altas de la hora noche», según Rikky Rooksby, autor del libro The Complete Guide to the Music of Madonna (2004). La versión orquestal de «I Want You», que cierra Something to Remember, dura veinte segundos menos que la otra versión que abre el disco. Aquí se eliminan la pista de batería, la percusión y el bajo de la original y comienza con el sonido de cuerdas graves sostenidas y el canto «silencioso» de Madonna. A continuación, da inicio la primera estrofa solo con una línea de bajo de cuerda grave que actúa de contrapunto a su voz, y poco a poco se van incorporando el resto de las cuerdas a la mezcla. Se escuchan de fondo algunos toques de arpa e instrumentos de metal que no son tan evidentes en la otra versión de «I Want You». Hay un momento «dramático» hacia el final donde las cuerdas cesan y dejan la voz de la cantante sin acompañamiento, para luego regresar para el «lento y suave» fundido.

## Publicación cancelada
Aunque la revista Billboard había informado que «I Want You» no sería publicado como sencillo en su edición del 14 de octubre de 1995, los planes originales de las discográficas Maverick y Warner Bros. Records incluían un lanzamiento «a gran escala» y se pretendía que fuera el sencillo principal de Something to Remember. De hecho, en los Estados Unidos, las estaciones de radio WPOW Power 96 de Miami, KZHT de Salt Lake City y KXTZ de Las Vegas habían transmitido la canción durante los meses de octubre y noviembre de 1995, y varias emisoras de Europa, concretamente de España, Francia, Italia, Letonia, Lituania, Polonia, Portugal, Suecia y Suiza, también la habían incluido en sus correspondientes listas de reproducción. Además, se habían fabricado entre quinientos a mil vinilos de 12" únicamente promocionales dentro de una funda genérica negra troquelada. El lado A contenía la versión orquestal y dos remezclas llamadas «Master Mix» y «Vocal Mix», mientras que la cara B incluía tres remezclas producidas por el DJ estadounidense Junior Vasquez. En los vinilos, Massive Attack aparecía como el artista principal y el nombre de Madonna como la vocalista colaboradora. Sin embargo, y pese a que ya se habían autorizado las remezclas y filmado un videoclip, el lanzamiento comercial debió cancelarse a último momento debido a disputas contractuales entre Maverick y Motown, que tenía los derechos de la canción. Las copias que se habían fabricado aparecieron con bastante regularidad en sitios de subasta y se vendían por una cantidad considerable dado el interés de los coleccionistas de Madonna. Al final, la canción «You'll See» fue elegida como el primer sencillo de Something to Remember.
Las tres remezclas dance que produjo Junior Vasquez —quien trabajó en varias ocasiones con la cantante— y que figuraron en el vinilo de 12" llevaron por título «Juniors Club Mix«, «Juniors Short Club Mix» y «Juniors Radio Edit». El objetivo era promocionarlas en las discotecas estadounidenses, pero el plan también se canceló dada la disputa entre ambas discográficas y, desde entonces, se editaron varias copias piratas. Esta fue la última ocasión en que el DJ trabajó para la artista, ya que poco tiempo después publicó el sencillo «If Madonna Calls» (1996) sin la autorización de la cantante —quien tampoco quedó contenta con el lanzamiento— y puso fin a su relación profesional con el DJ. Asimismo, Warren Rigg fue otro de los productores que hizo una remezcla del tema; con el nombre de «Warren Rigg Radio Edit», el cambio más significativo recayó en la «cuidadosa manipulación» del fraseo y el ritmo. Cerca del final, «se desintegra en un frenesí de torbellino místico» antes de terminar con uno de los «característicos» raps vocales susurrados de Madonna. El editor y periodista Matthew Rettenmund la calificó como la cuarta mejor remezcla de la intérprete y señaló que, con la reelaboración de Wigg, pasó de ser «una canción de amor dolorosamente lenta a un número sexual frenéticamente rápido».
En años posteriores, «I Want You» figuró en los discos Annie: The Remix Album (1999) y Collected (2006), ambos de Massive Attack, así como en el recopilatorio Marvin Gaye Songbook (2019). Asimismo, la introducción instrumental de la canción pudo escucharse unos pocos segundos en una de las escenas del documental de Madonna I'm Going to Tell You a Secret (2006). Ni la banda ni la cantante han interpretado la canción en vivo. En un principio, iba a formar parte del repertorio de la gira de Madonna Drowned World Tour, realizada en 2001; al respecto, Alex Magno, coreógrafo principal de la gira, comentó que la cantante iba a llevar un vestido «precioso» y que interpretaría el tema en un escenario que se movería sobre el público. Sin embargo, la idea fue descartada debido a que «costaría demasiado dinero y ella iba a perder a gran parte del público. Iba a ser un número realmente hermoso, escultural, con una cantidad limitada de movimiento, pero muy grandioso y bello, con una máquina de viento. Era un concepto genial».

## Recepción crítica
En términos generales, «I Want You» obtuvo opiniones favorables de críticos y periodistas musicales. Eugene Bowen y Elan A. Stravos —del periódico The Michigan Daily— la calificaron como «sobresaliente» y «sensual», respectivamente, y este último añadió que era una pieza «perfecta» para la cantante. La revista NME la nombró la mejor canción de Madonna de 1995, mientras que Tony Power, de Blender, la calificó como la más destacada de Something to Remember. Igualmente, Stephen Thomas Erlewine de AllMusic la consideró una de las mejores tanto del recopilatorio de baladas como de Inner City Blues. Steve Morse de The Boston Globe dijo que «destacaba» dentro del recopilatorio junto con las otras canciones nuevas, en tanto que J. L. Watson del Lawrence Journal-World opinó que «I Want You», así como «You'll See» y «One More Chance», las otras canciones nuevas del recopilatorio de baladas, eran de buena calidad. Ken Tucker de Entertainment Weekly, que le pareció «maravillosamente estremecedora», afirmó que era «una tentación para el consumidor que se suma al encanto» del álbum. El biógrafo Mark Bego escribió que las dos versiones que se grabaron para Something to Remember —la percusiva y la orquestal— «enmarcaron elegantemente las otras doce canciones» del material. En su reseña al álbum tributo, un editor de Sun Sentinel afirmó que era Madonna quien «acaparaba toda la atención» del disco, y Paul Verna de Billboard reconoció que «no es de extrañar que cada uno de estos talentosos artistas encuentre una voz distintiva en clásicos de Marvin» como «I Want You». De la revista Uncut, Stephen Dalton expresó que la intérprete «sale oliendo a rosas muy caras en la versión lujosa y enjoyada» de «I Want You». El periódico Manila Standard explicó que la reelaboración del clásico de Gaye representaba «un interesante estudio de los complejos procesos mentales de Madonna cuando enfrenta la melodía con su propia interpretación». En su biografía de Madonna, J. Randy Taraborrelli recalcó que, si bien la cantante obtiene «grandes beneficios» cada vez que graba un tema compuesto por ella, también interpreta «gustosamente una canción nueva de otro autor o, si cree que puede aportarle algo nuevo, incluso rehace un clásico». En este sentido, expresó que, mientras que la versión de Gaye era más «elaborada» en cuanto a la producción, la suya resultaba «un poco más sexi» y añadió que el oyente podía imaginársela «arrastrándose seductoramente por el suelo tras su presa».
La interpretación vocal de Madonna y la producción, especialmente los arreglos de cuerda, atrajeron comentarios favorables de la crítica. Bob Lessick —del periódico The Johns Hopkins News-Letter— elogió el trabajo de Hooper por resaltar la «potente voz» de la cantante sobre un ritmo de hip hop y también destacó la versión orquestal. De acuerdo con Craig McLean de The Face, la música «silenciada y poco demostrativa, pero firme e impactante» era «clásico» de Massive Attack, respaldada por una «lujosa partitura de cuerdas y coronada con la mejor voz de Madonna en años». Jane Stevenson de Jam! expresó que su voz entrecortada y unos «exuberantes» arreglos de cuerda hacían que la canción, a la que definió como «de ensueño», sonara como la siguiente película de James Bond. En su reseña para The Jerusalem Post, Tirzah Agassi sintió que el trío aportaba una «gran profundidad» a la canción. Además, notó que los arreglos mostraban «un gran salto en sofisticación» y que la voz de Madonna se acercaba «al tipo de desnudez emocional que realmente llega al alma». Jim Farber del New York Daily News resaltó que la artista «nunca había sonado mejor» que en «I Want You» y añadió que la producción se transforma en un «original collage de sintetizadores susurrantes, cuerdas aventureras y un ambiente inquietante que rodea la voz de Madonna en su momento más sensual, femenino y anhelante». Para Neil Strauss de The New York Times, las mezclas «escasas e inquietantes» de las dos versiones de la canción marcaban el tono del resto de Something to Remember, que se destacó por sus «exuberantes cuerdas y suaves sintetizadores» sobre los ritmos dance. El personal de Classic Album Sundays la caracterizó como una «inquietante e irreconocible versión» y observó que el sonido podría haber encajado «perfectamente» en la lista de canciones de Mezzanine (1998), pero «también destaca igual de fuerte como un sencillo del que tanto Massive Attack como Madonna pueden estar orgullosos». Barbara O'Dair, en el libro The Rolling Stone Files (1997), subrayó que el atractivo sexual de la artista siempre había estado en primer plano, «desde los primeros tartamudeos sintetizados de "Everybody" hasta las confesiones roncas de "I Want You"». En su evaluación al recopilatorio Collected, Tim Pratt del Detroit Free Press caracterizó a la canción como «embelesada», y Gina Arnold de Metro Silicon Valley resaltó su naturaleza «vibrante». Daniel Casas —del periódico colombiano El Tiempo— la llamó una versión «excelsa» y, en la misma línea, Andrés Panes del periódico chileno La Tercera opinó que era un número «soberbio», en tanto que Peter Piatkowski de Yahoo! le pareció una interpretación «reveladora» y Alan Jones de Music Week «inspirada». Rob Sheffield de Rolling Stone subrayó que era una «versión más triste que triste».

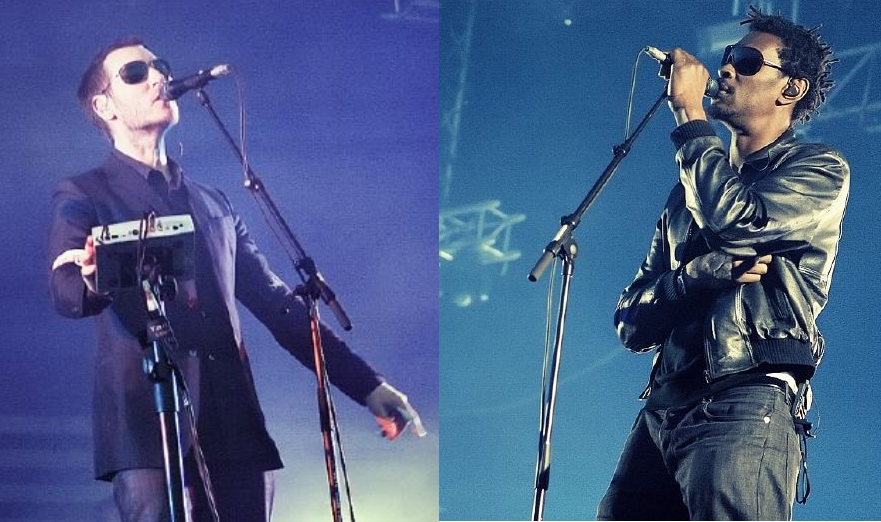
Sobre la colaboración de Madonna y Massive Attack, el crítico J. R. Reynolds de Billboard la calificó como «sensual». En la imagen, los integrantes Robert Del Naja (izquierda) y Grant Marshall (derecha)

Sobre la colaboración entre Madonna y Massive Attack, Larry Flick de Billboard la describió como «acaloradamente publicitada y creativa», y J. R. Reynolds —de la misma revista— la llamó «sensual». Por su parte, un periodista de Sun Sentinel definió la unión como «erótica», y Marc Andrews concluyó que ella «nunca había tenido compañeros tan venerados por la crítica como Massive Attack». Caroline Sullivan de The Guardian aseguró que era una colaboración «que derrite» y lo nombró el «punto álgido» del recopilatorio. El periódico Le Temps, que etiquetó el vínculo como «muy acertado», manifestó que la cantante había sido una de las que logró transmitir la «melancolía del trío» y contribuir a su éxito musical. Otros periodistas observaron que el sonido de la canción influiría en el trabajo posterior de Madonna. Así, Sebas E. Alonso de Jenesaispop acordó que era la más «significativa» del álbum en lo artístico, pues anticipaba el sonido de Ray of Light, considerada su «obra maestra». En la misma línea, Iñigo Díaz y David Ponce de EMOL notaron que esta no sería la última vez que Madonna acudiría «a los servicios de productores del mundo electrónico». Igualmente, el escritor Marc Andrews la catalogó como una «pieza magistral y emocionante de música pop artística» que proporcionó el «canal astuto y perfecto» entre los discos Bedtime Stories (1994) y Ray of Light (1998).
En comentarios variados, Al Walentis del Reading Eagle comentó que «I Want You» no estaba mal, aunque tampoco era «imprescindible». Del mismo modo, Chuck Campbell de Star-News indicó que ofrecía «más atractivo» al material, pero al final era «inconsistente». Si bien le pareció una actualización «atmosféricamente moderna», llamó a la versión orquestal «empalagosa». Aunque mencionó que podría ser el tema musical de una película de James Bond, Rikky Rooksby insistió en que «no deja de ser una larga confección, algo vacía y fría, que se alarga en exceso hasta los seis minutos». Además, observó que las «pretensiones musicales de la melodía y la secuencia de acordes no concuerdan con el loop de batería, que sigue repitiéndose una y otra vez». Rooksby prefirió la versión orquestal debido a que, al eliminar el loop de batería, «libera a la música de ese elemento fatal de repetición mecanizada». Andy Orrell de Entertainment Scene 360 le otorgó dos puntos de cinco y lo consideró un comienzo «lento» y «bastante flojo» para el álbum. También criticó el ritmo lento y la letra «carente de imaginación». Al igual que Rooksby, Orrell prefirió la versión orquestal, que la calificó con tres puntos de cinco, y elogió el sonido de las cuerdas de fondo. En su evaluación a Inner City Blues, Eugene Bowen de The Michigan Daily sintió que nadie más que Madonna podría representar mejor los «sentimientos sexuales» de la canción, pero declaró que Motown podría haber encontrado a otro músico «más en sintonía musical con Gaye y menos con la revista Hustler». Más negativo fue Kirk Nicewonger del Ocala Star-Banner, quien comentó que la «única nota discordante» en Inner City Blues era Madonna, que «prácticamente convierte "I Want You" en salsa tártara mientras se revuelca en una cama como un pez lucio varado». Marcelo Ambrosio de Jornal do Brasil juzgó la colaboración entre los artistas al decir que «no hacen nada por mejorar la canción y se limitan a dejar un vacío» en el álbum tributo. No tan distante, Richard Harrington de The Washington Post escribió que ambos entregaron una interpretación «fría» y que no solo sonaba como un descarte del álbum más reciente de Madonna en ese momento —Bedtime Stories—, sino que «nunca conecta con el corazón emocional de la canción». Por último, Eduardo Viñuela, uno de los editores de Bitch She's Madonna (2018), expresó que el tema se trataba de un camino que Madonna ya había explorado y «agotado» anteriormente en «Bedtime Story», también producido por Hooper, dado el mismo «tipo de bases, la economía armónica, el ambiente, los bajos pesados y esa cualidad casi cinematográfica del trip hop», lo que ocasionaba que no terminara de «cuajar» y que el resultado no fuese «superior a la suma de las partes».

### Reconocimientos
En los MTV Europe Music Awards, celebrados el 14 de noviembre de 1996 en Londres, Madonna y Massive Attack recibieron una nominación en la categoría MTV Amour, aunque perdieron ante la banda The Fugees. En reseñas retrospectivas, Brian Boone de Popdose, en un artículo dedicado a «I Want You», la consideró la canción «más discreta e inquietante» de Madonna hasta la fecha y afirmó que había «superado con creces» a la original de Gaye, que definió como «algo cursi». Según el autor, el hecho de que no fuera publicada como sencillo se debió a que era «demasiado tranquila, demasiado rara y demasiado buena, y, por lo tanto, era demasiado "poco Madonna" para aceptarla. Es lógico que una canción sobre el anhelo no fuera querida». Bradley Stern de MuuMuse mencionó que, aunque algunos éxitos que definieron la carrera de la cantante como «Express Yourself» (1989), «Vogue» (1990) y «Ray of Light» (1998) aún «hablan por sí mismos décadas después», sintió que «I Want You» «se arrastra tristemente (y, en cierto modo, irónicamente) en las sombras veinte años después como un amor no correspondido pasado por alto».
«I Want You» ha sido considerada una de las canciones más infravaloradas y menos conocidas de la carrera de la cantante. Al respecto, la revista i-D declaró que era una de las favoritas de sus fanáticos y destacó que mostró a una «Madonna más sutil y profunda de lo que el público está acostumbrado a ver». Para Kyle Munzenrieder de W, era uno de sus temas «menos conocidos y maravillosamente extraños» de Madonna. Otros medios de comunicación la incluyeron entre las mejores canciones de la artista, como Billboard, Boy Culture, Herald Sun, Heraldo de Aragón, Jenesaispop, Logo, Parade, Revista O Grito! y The Detroit News, y Emilio Contreras de Radio Bío-Bío lo consideró como uno de los «covers más destacados» de su carrera. La revista colombiana Shock reconoció a Massive Attack como una de las mejores colaboraciones musicales de Madonna, mientras que Emily Fagan de Classic Rock History la calificó como la quinta canción más destacada del grupo.

## Vídeo musical

### Producción y rodaje

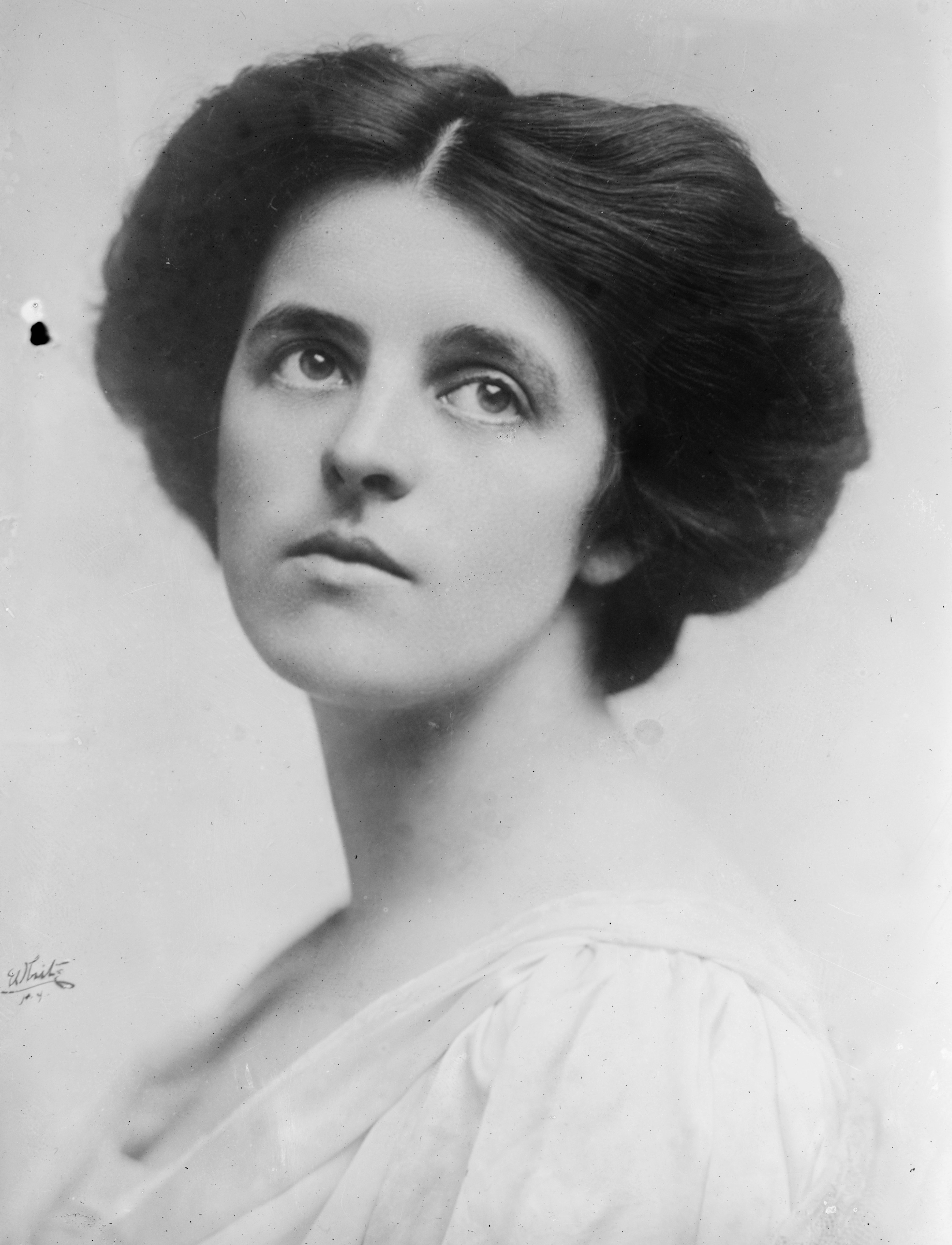
El videoclip está inspirado y rinde homenaje al relato corto A Telephone Call de la escritora estadounidense Dorothy Parker (imagen)

El videoclip de «I Want You» fue dirigido por Earle Sebastian, «ferviente» estudioso de la obra y el legado de Gaye, quien también produjo el álbum tributo y el documental televisivo Inner City Blues. El rodaje tuvo lugar en los estudios Empire Stages de Long Island City (Nueva York) el 5 y 6 de agosto de 1995; Joel Hinman estuvo a cargo de la producción y la cinematografía, mientras que Bruce Ashley fue el responsable de la edición y Robin Standefer del diseño de producción. La francesa Laura Mercier, quien trabajó con Madonna anteriormente en el set de «Take a Bow» (1994) y «Human Nature» (1995), realizó el maquillaje.
El videoclip se produjo a petición de Madonna y su gestión para promocionar el lanzamiento de la canción como sencillo en los Estados Unidos; sin embargo, dados los problemas legales entre Motown y Maverick, aunado a la pobre recepción del tema en las emisoras radiales del país, la publicación debió cancelarse pese a que el vídeo ya había sido filmado. Por este motivo, «I Want You» pasó a ser uno de los videoclips menos conocidos del repertorio de la cantante, así como el único caso en su carrera en el que una de sus canciones no publicadas como sencillo tuvo un vídeo musical.
Filmado completamente en blanco y negro, el vídeo está inspirado y rinde homenaje al relato corto A Telephone Call de la poetisa y dramaturga estadounidense Dorothy Parker. El cuento explora los pensamientos internos de una mujer demasiado obsesiva que espera impaciente la llamada de su amante y, a medida que avanza la historia, la protagonista se sumerge gradualmente en una especie de «locura frenética»: reflexiona sobre si debe llamar o no, se cuestiona si en realidad debía ser ella quien llamara primero, se pregunta si su amante podría haber muerto e invoca a Dios para que le dé fuerzas mientras intenta mantener la calma.

### Estreno y trama
El estreno de «I Want You» ocurrió el 2 de octubre de 1995 en el canal VH1; pocos días después, concretamente el 8 de octubre, ya se encontraba entre los quince vídeos más reproducidos del canal y en total estuvo cuatro semanas al aire. También se añadió a la programación de MTV y MuchMusic de Canadá a mediados de octubre y, al mes siguiente, a la de los canales MTV Europa y The Music Factory, este último de los Países Bajos. El videoclip tuvo una promoción especial en formato de cinta U-matic que venía dentro de un estuche de plástico duro de 3/4 de pie de longitud. El estreno sirvió como el inicio de la «multifacética» campaña de promoción de Inner City Blues en los Estados Unidos y permitió que Motown pudiese promocionar el álbum en otros países; al respecto, John Loken, director sénior internacional de la discográfica, comentó que el hecho de que tuviesen los derechos para transmitir el vídeo a otros territorios ayudaría a impulsar las ventas del disco dada la popularidad de la cantante en el extranjero. El 19 de octubre, como parte del documental Inner City Blues, volvió a salir al aire en MTV junto con otros vídeos del mismo álbum tributo. Años después, figuró en el DVD recopilatorio de Madonna Celebration: The Video Collection, publicado en septiembre de 2009 por Warner Bros. Por el contrario, «I Want You» —así como la canción «Just a Matter of Time» (1991)— no fueron incluidas en ningún DVD recopilatorio de Massive Attack.
En el vídeo, los integrantes de Massive Attack permanecen ausentes. Madonna se encuentra inmersa en la cultura negra de la época de los derechos civiles; una fotografía del boxeador Muhammad Ali cuelga en la pared y puede apreciarse la portada de un libro de tapa dura titulado Negro. La trama se desarrolla en una habitación de hotel de los años 1960, en la que una Madonna «desaliñada» y «aparentemente atormentada» camina de un lado a otro por el dormitorio retorciendo sus manos mientras espera impacientemente una llamada telefónica, tal como el personaje principal del relato de Parker. Los sentimientos de angustia y ansiedad quedan retratadas cuando la protagonista espera la llamada durante horas y horas. A lo largo del vídeo, el personaje de la cantante camina, llora, abraza su almohada y espera angustiada a que suene el teléfono porque tiene un secreto que revelar. En otras escenas, ordena la habitación sin entusiasmo y luego rebusca en su tocador, así como se prueba desesperadamente diferentes prendas para pasar el tiempo «como un adicto que busca algún tipo de control». En otra toma, deja caer sus pestañas postizas en un vaso, lo que el académico Georges-Claude Guilbert —en su libro Madonna as Postmodern Myth (2002)— señaló como «el artificio de su belleza y la "feminidad"». Puede observarse, en su «desesperación silenciosa» que va en aumento, que la llamada que espera podría ser más que la de un amante. En la última escena, tras «horas de tortura», recibe la llamada que estaba anhelando desde un inicio, pero decide colgar el teléfono como un mensaje de «empoderamiento propio».

### Recepción

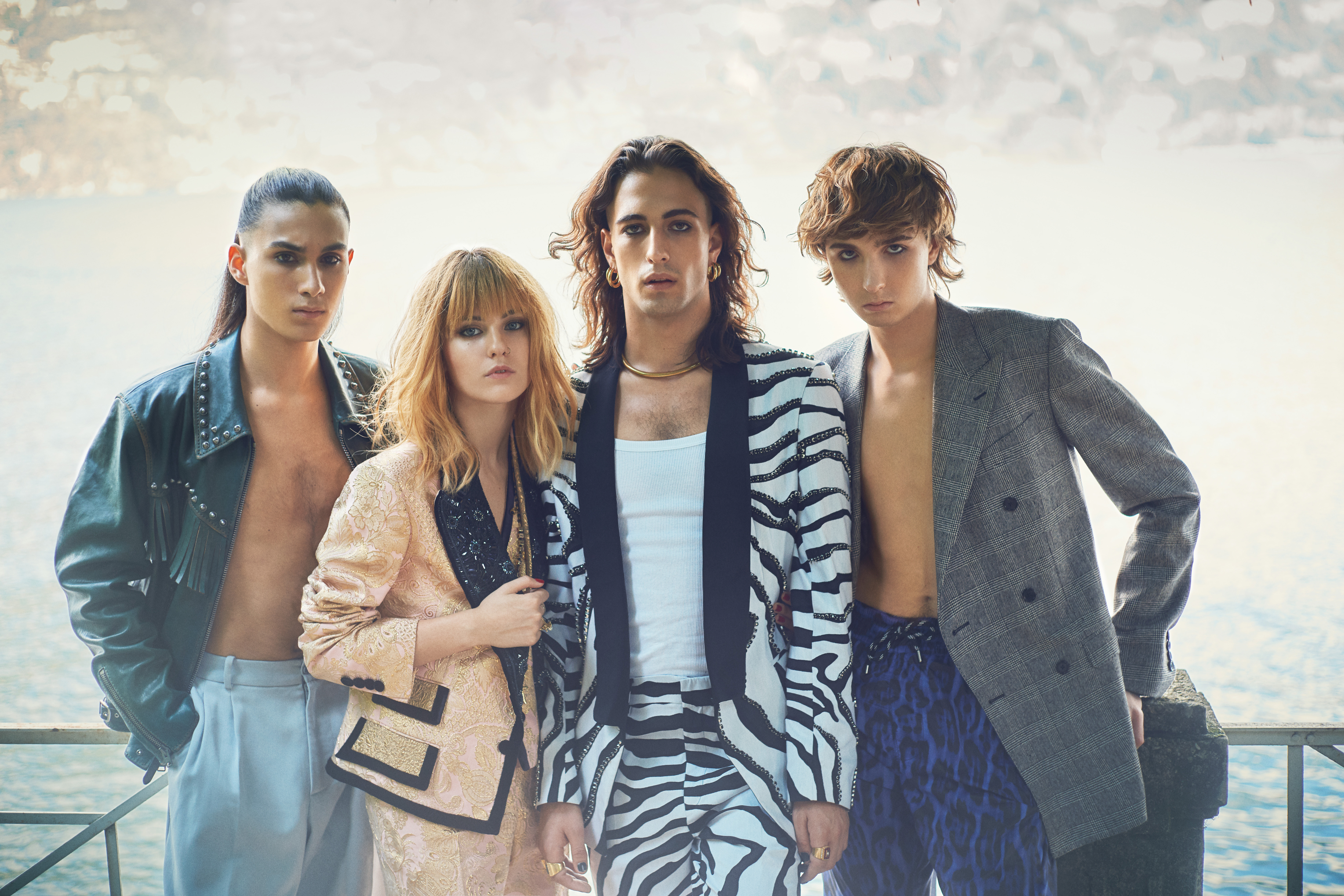
La banda italiana Måneskin hizo referencia al videoclip de «I Want You» en la campaña publicitaria que protagonizó para la nueva colección Aria de la marca Gucci en septiembre de 2021

Como reseñas, Brian Boone de Popdose lo llamó «memorable» y Marc Andrews «melancólico». El periódico O Estado de S. Paulo resaltó que Madonna dio inicio a una etapa «más moderada» en el vídeo, en comparación con su anterior imagen provocativa, y Agustín Peña —de la estación de radio mexicana Ibero 90.9— opinó que los visuales formaban parte del estilo «diva» de Madonna. Sebas E. Alonso de Jenesaispop subrayó el uso del blanco y negro «romántico y retro, también sexi», aunque distinto al que se empleó para «Justify My Love» (1990) y «Erotica» (1992). Colin Jacobson de DVD Movie Guide cuestionó que el vídeo, entre varios otros, haya sido omitido «misteriosamente» y «sin razón aparente» en el recopilatorio de Madonna The Video Collection 93:99 (1999), lo cual era el «mayor problema» con la colección. En el conteo de los cien mejores vídeos de todos los tiempos, realizada por Slant Magazine en junio de 2003, «I Want You» se ubicó en el puesto 55; Sal Cinquemani, uno de los autores de la lista, comentó que «podría ser una de las actuaciones más reservadas» de Madonna. El mismo autor lo consideró el decimoséptimo mejor videoclip de la intérprete y agregó que había sido una «actuación táctil y silenciosa que podría ser la evidencia más convincente —hasta ahora— de que Madonna la actriz nació un siglo demasiado tarde».
Bradley Stern de MuuMuse, que también lo calificó como uno de los mejores de su obra, declaró que el hecho de que el personaje se pasee «ansiosamente» por la habitación lo vuelve «absolutamente cautivador durante toda la duración de la canción». Además, describió la escena en la que una pestaña postiza flota dentro de un vaso de agua como «fascinante». De los 55 vídeos más destacados de la cantante, Louis Virtel de Logo lo clasificó en el decimocuarto lugar y lo llamó «cautivador» por varias razones, la más importante porque «se trata de un clip tenso y lleno de suspenso sobre una mujer que espera y finalmente rechaza una llamada telefónica. La fotografía en blanco y negro, la maravillosa puesta en escena y cada fotograma de esta historia, Madonna nos envuelve en el terror y la desesperación». En otro artículo sobre las mejores canciones de la intérprete, el mismo autor lo llamó el vídeo más infravalorado de su obra. En septiembre de 2021, la banda italiana Måneskin, ganadora del Festival de la Canción de Eurovisión de ese año, hizo referencia al videoclip de «I Want You» en la campaña publicitaria que protagonizó para la nueva colección Aria de la marca Gucci; la versión de Madonna y Massive Attack, además, fue utilizada como banda sonora del anuncio, cuyo escenario también estaba ambientado en un hotel.

## Créditos y personal
- Grabación: Wild Bunch Studio (Bristol); The Hit Factory (Nueva York)
- Madonna: voz
- Massive Attack («3D» Del Naja, «Mushroom» Vowles, «Daddy G» Marshall): voz
- Leon Ware: composición
- Arthur «T-Boy» Ross: composición
- Marius de Vries: programación, teclados adicionales
- Craig Armstrong: arreglo de cuerdas
- Nellee Hooper: producción
- Mark «Spike» Stent: ingeniería

Créditos adaptados de las notas del álbum Inner City Blues: The Music of Marvin Gaye.